# Tintinova dobrodružství (seriál)
Tintinova dobrodružství (ve francouzské originále Les Aventures de Tintin a v anglickém originále The Adventures of Tintin) je animovaný televizní seriál, který vznikl v koprodukci francouzského animačního studia Ellipse Programme a kanadského studia Nelvana. Seriál vychází ze stejnojmenné komiksové série belgického kreslíře Hergého. Celkem vznikly tři řady s 39 půlhodinovými díly, jež se původně vysílaly ve Francii, Kanadě a Spojených státech v letech 1991–1992. Od roku 1992 byl seriál syndikován do různých dalších zemí, včetně Spojeného království, Austrálie, Polska, Česka, Brazílie a Indonésie.

## Historie
Režie televizního seriálu se ujal francouzský režisér Stéphane Bernasconi společně s Peterem Hudeckim, jenž působil jako ředitel kanadského oddělení. Hudecki byl hlavním režisérem, ale kvůli koprodukčním omezením nemohl být uveden. Do produkce se zapojily společnosti Ellipse (Francie) a Nelvana (Kanada) jménem Hergé Foundation, mezi autory seriálu patřili Toby Mullally, Eric Rondeaux, Martin Brossolet, Amelie Aubert, Dennise Fordham a Alex Boon. Jednalo se o druhou televizní adaptaci Hergého knih, která následovala po seriálu belgické animační společnosti Belvision Les Aventures de Tintin, d'après Hergé.

## Produkce
Seriál využívá tradiční animační techniky a věrně se drží komiksové předlohy, přičemž některé záběry z původních knih přenáší přímo na obrazovku. V dílech „Míříme na Měsíc“ a „První kroky na Měsíci“ byla použita trojrozměrná animace měsíční rakety, což bylo v roce 1991 neobvyklé. Každý snímek animace byl vytištěn a překopírován na celuloid, ručně namalován kvašem a poté položen na namalované pozadí.
Po výtvarné stránce si seriál na rozdíl od komiksů zvolil konstantní styl. V knihách byly obrázky kresleny v průběhu 47 let, během nichž se Hergého styl značně vyvíjel. Pozdější televizní díly, jako například příběhy „Měsíc“ („Míříme na Měsíc“ a „První kroky na Měsíci“) a „Tintin v Americe“, však jasně ukazují vývoj výtvarníků v průběhu výroby televizního seriálu. Původním produkčním jazykem seriálu byla angličtina, ale všechny vizuální prvky (dopravní značky, plakáty a kulisy) zůstaly ve francouzštině. Pozadí v seriálu bylo detailnější a objevovalo se v něm více filmových záběrů než v původních komiksech.

## Přijetí
Kritici stejně jako fanoušci chválí seriál za „obecnou věrnost“ předlohám, přičemž kompozice byly skutečně převzaty přímo z oken v původních komiksech.

## Hergého epizodní výstupy
Hergé, tvůrce Tintina, se v každém dílu kresleného seriálu objevuje v epizodních rolích připomínajících Stana Leeho a Alfreda Hitchcocka, stejně jako tomu bylo v původních komiksech. Většinou je jen kolemjdoucí postavou na ulici, například je kolemjdoucím, jenž si kontroluje hodinky v dílu „Modrý lotos“, reportérem v dílu „Ulomené ucho“ nebo technikem v dílu „První kroky na Měsíci“. Jeho poštovní schránku můžeme vidět vedle Tintina v dílu „Krab se zlatými klepety“. Objevil se také jako gangster v dílu „Tintin v Americe“ a jako chovanec blázince v dílu „Faraonovy doutníky“ spolu se svým kolegou a spolupracovníkem Edgarem P. Jacobsem.

## Hudba
Podkresovou hudbu a hlavní znělku seriálu složili Ray Parker a Tom Szczesniak a nahrál ji inženýr James Morgan. Úryvky z hudby vydalo Le Studio Ellipse na CD a kazetách ve spolupráci s Universal Music Group na značce StudioCanal. V současné době jsou již v obou formátech vyřazeny z prodeje.

## Vydání

### Online platformy
Po remasteringu do širokoúhlého vysokého rozlišení 1080p zpřístupnily platformy Amazon Prime a Netflix tento seriál v určitých oblastech.

### Domácí video
V roce 2012 vydala společnost Shout Factory všechny tři řady seriálu na DVD.

## Hlasové obsazení

### Anglická verze (The Adventures of Tintin)
| Colin O'Meara     | Tintin, poručík Kavitch a další      |
| Susan Roman       | Filuta                               |
| David Fox         | kapitán Haddock, François de Hadoque |
| Wayne Robson      | profesor Tryfon Hluchavka            |
| John Stocker      | Tkadkec a další                      |
| Maureen Forrester | Bianca Castafiore                    |
| Vernon Chapman    | Nestor                               |
| Denis Akiyama     | Micuhirato, Bunji Kuraki, Tharkey    |
| Harvey Atkin      | emír Ibn Al-Kulajda                  |
| Ho Chow           | pan Li, Čeng Li-Kin                  |
| Keith Knight      | Gustav Bird a další                  |
| Julie Lemieux     | Čang Čong-žen                        |
| Peter Meech       | rádiový hlasatel                     |
| Chris Wiggins     | Wang Čen-Jee                         |
| Peter Wildman     | Hector a Alfred Alembickovi          |

#### Další hlasy
- Yank Azman
- Barbara Budd
- Robert Cait
- Graeme Campbell
- Liz Dufresne
- Paul Haddad
- Graham Haley
- Keith Hampshire
- David Huband
- Marvin Ishmael
- Tom Kneebone
- Michael Lamport
- Ray Landry
- Neil Munro
- Frank Perry
- Frank Proctor
- Mario Romano
- Ron Rubin
- August Schellenberg

### Francouzská verze (Les Aventures de Tintin)
| Thierry Wermuth     | Tintin |
| Susan Roman         | Milou |
| Christian Pelissier | Capitaine Haddock |
| Henri Labussiere    | Professeur Tryphon Tournesol |
| Yves Barsacq        | Dupont, Wronzoff, Ivan Ivanovitch Sakharine, Mohammed Ben Kalish Ezab, Ridgewell, Wang Jen-Ghié, le colonel Alvarez, le professeur Philémon Siclone, le docteur Rotule, le Grand Précieux, Calys, Kronick, fotograf Gino a další |
| Jean-Pierre Moulin  | Dupond, le maharadjah de Rawhajpoutalah, Muskar XII, Chaubet, Boris, Sanders, Philippulus le prophète, Manolo, le photographe japonais, Bohlwinkel, Miller, Walther (hlas 1), Jean-Loup de la Batellerie a další |
| Michel Ruhl         | Nestor, le professeur Hornet, Walther (hlas 2) a další |
| Marie Vincent       | Bianca Castafiore |
| Michel Gudin        | le général Alcazar |
| Serge Sauvion       | Rastapopoulos |
| Marc Moro           | Allan Thompson, Maxime Loiseau, le colonel Jorgen, le colonel Sponsz, Ranko, Pedro, Al Capone, Dawson, Ramon Bada, Bab El Ehr, Hippolyte Calys, Hippolyte Bergamotte, Chiquito, Huascar, Barnabé, Pablo, Hans Boehm, Paolo Colombani, Gino the pilot, Yamato, le général Haranochi, Ivan, Zlop, Himmerszeck, Ragdalam, Isidore Boullu, Matéo a další |
| Michel Tureau       | Müller, Szut, Bobby Smiles, Rackham le Rouge, Mitsuhirato, Baxter, Igor Wagner, Gustave Loiseau, Aristide Filoselle, Nestor Halambique, Alfred Halambique, Marc Charlet, Tharkey, Kavitch, le docteur Krollspell, Tom, lieutenant Delcourt, Walter Rizotto, le fakir, le docteur Finney, Alfredo Topolino, Walter a další                            |
| Henri Lambert       | Frank Wolff, le Grand Inca, Sirov, le général Tapioca, Alonzo Perez, le professeur Cantonneau, Mac O'Connor, Foudre Bénie, Spalding, Stephan, Kurt, Mik Ezdanitoff, Herbert Dawes a další |
| David Lesser        | Tchang Tchong-Jen |
| Serge Lhorca        | Oliveira da Figueira |
| Sophie Arthuys      | Abdallah, Irma, le fils du maharadjah de Rawhajpoutalah |
| Patricia Legrand    | Zorrino, Lobsang |
| Jean-Pierre Leroux  | Bunji Kuraki, Omar Ben Salaad |
| Georges Berthomieu  | Séraphin Lampion |
| William Coryn       | Didi |
| Daniel Brémont      | Laszlo Carreidas |

## Díly
Pořadí seriálu podle původního vysílacího schématu.

### První řada
| Č. v řadě | Původní název                                           | Český název             | Režie               | Scénář                                      | Storyboard                          |
| --------- | ------------------------------------------------------- | ----------------------- | ------------------- | ------------------------------------------- | ----------------------------------- |
| 1–2       | Le Crabe aux pinces d'or The Crab with the Golden Claws | Krab se zlatými klepety | Stéphane Bernasconi | J. D. Smith, Robert Rea a Christophe Poujol | Stéphane Bernasconi                 |
| 3–4       | Le Secret de la Licorne The Secret of the Unicorn       | Tajemství Jednorožce    | Stéphane Bernasconi | Christophe Poujol                           | Bernard Deyries                     |
| 5         | Le Trésor de Rackam le Rouge Red Rackham's Treasure     | Poklad Rudého Rackhama  | Stéphane Bernasconi | Alex Boon                                   | Francois Hemmen                     |
| 6–7       | Les Cigares du pharaon Cigars of the Pharaoh            | Faraonovy doutníky      | Stéphane Bernasconi | Aaron Barzman                               | Christian Choquet                   |
| 8–9       | Le Lotus bleu The Blue Lotus                            | Modrý lotos             | Stéphane Bernasconi | Laurel L. Russwurm a Robert Rea             | Raymond Jafelice a Gilles Cazaux    |
| 10–11     | L'Île noire The Black Island                            | Černý ostrov            | Stéphane Bernasconi | Peter Meech                                 | Christian Choquet a Bernard Deyries |
| 12–13     | L'Affaire Tournesol The Calculus Affair                 | Případ Hluchavka        | Stéphane Bernasconi | Toby Mullally a Eric Rondeaux               | Pascal Morelli                      |

### Druhá řada
| Č. v řadě | Původní název                                  | Český název                 | Režie               | Scénář                                            | Storyboard                                              |
| --------- | ---------------------------------------------- | --------------------------- | ------------------- | ------------------------------------------------- | ------------------------------------------------------- |
| 1         | L'Étoile mystérieuse The Shooting Star         | Záhadná hvězda              | Stéphane Bernasconi | Peter Meech, J. D. Smith a Robert Rea             | Raymond Jafelice, Stéphane Bernasconi a Franck Ekinci   |
| 2–3       | L'Oreille cassée The Broken Ear                | Ulomené ucho                | Stéphane Bernasconi | Alex Boon, J. D. Smith a Robert Rea               | Raymond Jafelice a Jean-Charles Finck                   |
| 4–5       | Le Sceptre d'Ottokar King Ottokar's Sceptre    | Žezlo krále Ottokara        | Stéphane Bernasconi | E. Shipley Turner, Martin Brossollet a Robert Rea | Raymond Jafelice a Gilles Cazaux                        |
| 6–7       | Tintin au Tibet Tintin in Tibet                | Tintin v Tibetu             | Stéphane Bernasconi | Bruce Robb a Christophe Poujol                    | Raymond Jafelice, Franck Ekinci a Damien Millereau      |
| 8–9       | Tintin et les Picaros Tintin and the Picaros   | Tintin a los Pícaros        | Stéphane Bernasconi | Bruce Robb a Amelie Aubert                        | Jean-Charles Finck                                      |
| 10–11     | Tintin au pays de l'or noir Land of Black Gold | Tintin v zemi černého zlata | Stéphane Bernasconi | Dennise Fordham a Eric Rondeaux                   | Raymond Jafelice, Damien Millereau a Philippe Fernandez |
| 12–13     | Vol 714 pour Sydney Flight 714                 | Let 714 do Sydney           | Stéphane Bernasconi | David P. Scherer a Eric Rondeaux                  | Raymond Jafelice, Philippe Fernandez, Damien Millereau  |

### Třetí řada
| Č. v řadě | Původní název                                      | Český název             | Režie               | Scénář                            | Storyboard          |
| --------- | -------------------------------------------------- | ----------------------- | ------------------- | --------------------------------- | ------------------- |
| 1–2       | Coke en stock The Red Sea Sharks                   | Koks na palubě          | Stéphane Bernasconi | Christophe Poujol                 | Jean-Charles Finck  |
| 3–4       | Les Sept Boules de cristal The Seven Crystal Balls | 7 křišťálových koulí    | Stéphane Bernasconi | Eric Rondeaux a Robert Rea        | Damien Millereau    |
| 5–6       | Le Temple du soleil Prisoners of the Sun           | Chrám slunce            | Stéphane Bernasconi | Christophe Poujol                 | Frank Nissen        |
| 7–8       | Les Bijoux de la Castafiore The Castafiore Emerald | Šperky madam Castafiore | Stéphane Bernasconi | Eric Rondeaux a Martin Brossollet | Gilles Cazaux       |
| 9–10      | Objectif lune Destination Moon                     | Míříme na Měsíc         | Stéphane Bernasconi | Eric Rondeaux a Christophe Poujol | Damien Millereau    |
| 11–12     | On a marché sur la lune Explorers on the Moon      | První kroky na Měsíci   | Stéphane Bernasconi | Christophe Poujol                 | Gilles Cazaux       |
| 13        | Tintin en Amérique Tintin in America               | Tintin v Americe        | Stéphane Bernasconi | Eric Rondeaux a Robert Rea        | Stéphane Bernasconi |